# 1463年
| 千纪： | 2千纪 |
| 世纪： | 14世纪 \| 15世纪 \| 16世纪                                                                                 |
| 年代： | 1430年代 \| 1440年代 \| 1450年代 \| 1460年代 \| 1470年代 \| 1480年代 \| 1490年代                           |
| 年份： | 1458年 \| 1459年 \| 1460年 \| 1461年 \| 1462年 \| 1463年 \| 1464年 \| 1465年 \| 1466年 \| 1467年 \| 1468年 |
| 纪年： | 癸未年（羊年）；明天顺七年；越南光順四年；日本寬正四年                                                     |

## 大事记
- 天順七年（1463年）二月九日，北京貢院舉行三年一度的會試，考棚發生火災。御史焦顯鎖其門，燒死舉子九十余人。英宗命下禮部左侍郎鄒干、郎中俞欽、主事張祥、御史唐彬、焦顯於獄。
- 奧圖曼帝國征服波斯尼亚，與威尼斯共和國爆發第二次威尼斯土耳其戰爭。
- 葡萄牙國王阿方索派軍奪取北非的卡薩布蘭卡。

## 出生
- 米兰多拉